# Abraham Insler
Abraham Insler (ur. 11 lutego 1893 w Stryju, zm. 21 września 1938 we Lwowie) – żydowski prawnik, publicysta i działacz społeczny, syjonista, poseł na Sejm I kadencji w II RP.

## Życiorys
Urodził się 11 lutego 1893 w Stryju, w rodzinie Beniamina i Marii z Rosenbergów. Studiował prawo na Uniwersytecie Jana Kazimierza we Lwowie, ukończył studia prawnicze w Wiedniu. Od wczesnej młodości syjonista. W latach 1916–1918 służył w Armii Austro-Węgier. Po zakończeniu wojny pracował jako adwokat w Stryju i we Lwowie. Był również przewodniczącym kahału w Stryju. W Stryju założył szkołę rzemiosła dla młodzieży żydowskiej. W latach 1922–1927 sprawował mandat posła na Sejm z listy syjonistów małopolskich. Był członkiem władz Organizacji Syjonistycznej w Małopolsce Wschodniej. Był redaktorem naczelnym pisma Al-Hamiszmar. Pisywał do lwowskiej „Chwili”, był redaktorem i wydawcą „Der Morgen” oraz redaktorem naczelnym „Nowego Słowa”, dziennika „Nowy Głos” i tygodnika „Nasza Opinia”.
Od 5 lipca 1925 był mężem Łucji Sokal.
Zmarł na atak serca 21 września 1938 we Lwowie.